# 대열차강도 (1903년 영화)
《대열차강도》(The Great Train Robbery)는 에드윈 S. 포터가 1903년에 만든 무성 단편 서부영화이다. 에디슨 컴퍼니(Edison Manufacturing Company)에서 제작됐으며, 그리피스 이전에 상업적으로 가장 성공한 영화라 평가받는다. 영화적인 이야기 구성(내러티브)을 처음 도입한 영화이다. 카메라의 이동이나, 교차편집, 클로즈업 등의 표현장치들을 사용해 영화의 극적 효과를 증대시켰다.